# Kermario Fossae
La Kermario Fossa è una struttura geologica della superficie di Europa.